# Hobbitul
Hobbitul sau O poveste cu un hobbit (titlu original The Hobbit, or There and Back Again) este un roman de fantezie pentru copii scris de J. R. R. Tolkien. A fost publicat pe 21 septembrie 1937, primind multe aprecieri, fiind nominalizat pentru medalia Carnegie și primind un premiu de la New York Herald Tribune pentru cea mai bună carte de ficțiune pentru copii. Este popular și în zilele noastre și face parte din literatura clasică pentru copii.
Cu o acțiune care are loc „Între apusul zânelor și dominația oamenilor”, Hobbitul urmărește încercarea casnicului hobbit Bilbo Baggins de a căpăta o parte din comoara păzită de dragonul Smaug. Călătoria lui Bilbo îl poartă din împrejurimile rurale luminoase adânc în teritoriile întunecate. Povestea este relatată sub forma unei căutări împărțite pe episoade, majoritatea capitolelor introducând o creatură sau un tip specific de creatură din Ținuturile Sălbatice ale lui Tolkien. Acceptându-și latura romantică și aventuroasă (latura Took) și folosindu-și bunul simț, Bilbo atinge un nou nivel de maturitate, competență și înțelepciune. Punctul culminant al poveștii îl constituie Bătălia celor Cinci Armate, în care multe dintre personajele și creaturile din capitolele anterioare reapar pentru a participa la conflict.
Hobbitul reprezintă influența mai multor epopei (poeme epice), mituri și basme citite de Tolkien, inclusiv Beowulf, poem epic anglo-saxon la care Tolkien a lucrat toată viața lui.
În poveste apar teme ale dezvoltării personale și diferite forme de eroism. Împreună cu conflictul, aceste teme i-au determinat pe critici să considere experiențele lui Tolkien și ale altor participanți la Primul Război Mondial ca fiind folosite la șlefuirea poveștii. Cunoștințele autorului de literatură anglo-saxonă și interesul său pentru basme au influențat și ele cartea.
Datorită succesului financiar și a recenziilor pozitive ale cărții, editorii lui Tolkien i-au cerut o continuare. Pe măsură ce munca la Stăpânul inelelor progresa, Tolkien a făcut legături cu ea într-unul din capitolele Hobbitului. Aceste schimbări, mici dar semnificative, au apărut în ediția a doua a cărții. Edițiile ulterioare au inclus și alte modificări minore, cum ar fi cele care reflectă schimbările de concepție ale lui Tolkien despre lumea în care a ajuns Bilbo.
Datorită cererii, cartea a fost retipărită fără întreruperi încă de la apariție. Moștenirea sa include adaptări pentru teatru, marele ecran și jocuri. Unele dintre ele au primit aprecieri, cum ar fi un joc video care a câștigat „Golden Joystick Award” (Premiul Joystickul de Aur), un scenariu pentru un joc de război care a câștigat un Origins Award (Premiu Origins) și un film de desene animate care a fost nominalizat la Premiul Hugo.

## Acțiunea și personajele

### Context

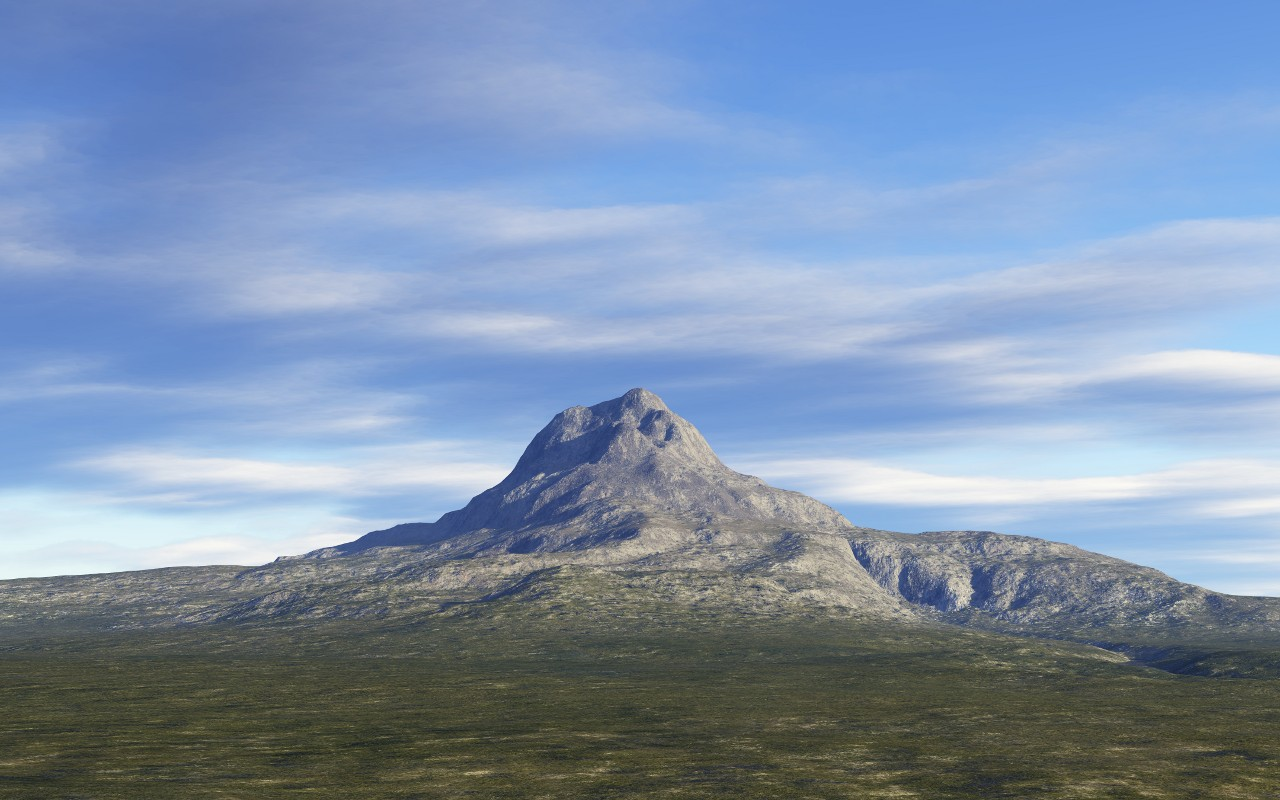
Reprezentare a Muntelui Singuratic, locul în care s-au stabilit Durin și piticii lui.

Erebor, cunoscut de asemenea sub numele de Muntele Singuratic, a fost creat în anul 1999 al celui de-al treilea Ev de către regele Thráin I, care a fugit cu piticii din poporul său după ce a trezit un Balrog din Khazad-dûm în 1980. Șase secole mai târziu, în timpul domniei lui Thrór, un descendent al Thráin I și bunicul lui Thorin, balaurul Smaug a atacat Erebor și a luat în posesia lui comoara piticilor, care sunt din nou obligați să fugă.
Unicul Inel a fost pierdut după ce Isildur a murit în râul Anduin din Câmpiile Vesele, dar a fost găsit cam prin 2460 de hobbitul Déagol care a fost ucis de Sméagol. Fiind renegat de către cunoscuți, Sméagol s-a ascuns în Munții Cețoși unde, fiind corupt de către puterea Inelului, a devenit o creatură slabă, pe nume Gollum.
În 2841, cu un secol înainte de evenimentele din Hobbitul, regele piticilor, Thráin al II-lea, a decis să se întoarcă în Erebor, dar a fost capturat și închis în Dol Guldur. Nouă ani mai târziu, Gandalf vrăjitorul intră în Dol Guldur în secret și îl descoperă pe pitic, care i-a dat harta și cheia de la Muntele Singuratic înainte de a muri. Vrăjitorul, de asemenea, a descoperit că comandantul din Dol Guldur este nimeni altul decât Sauron, iar el încearcă să convingă Consiliul Alb să atace înainte să fie prea puternic, dar conducătorul Consiliului, Saruman, este contra, și la scurt timp începe căutarea Unicului Inel în Câmpiile Vesele (Loeg Ningloron).

### Personaje

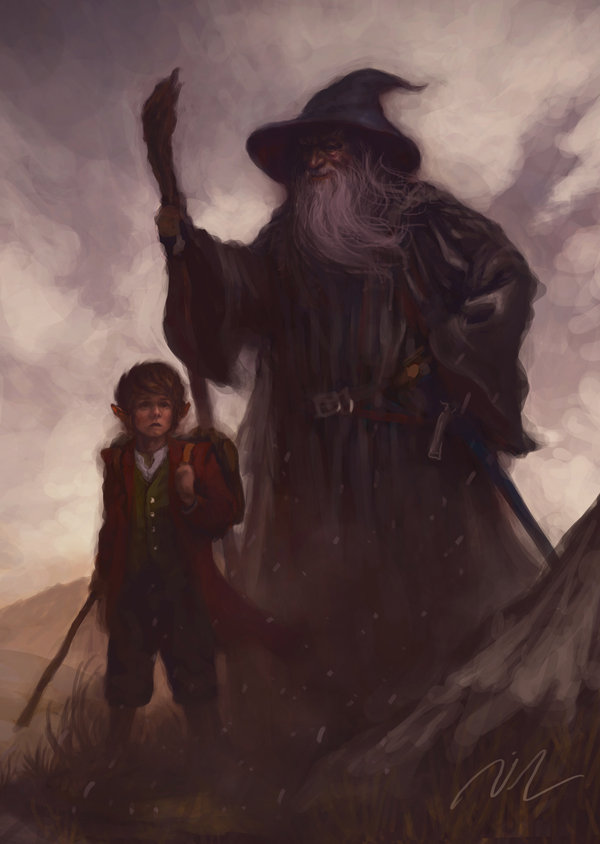
Bilbo Baggins.

Bilbo Baggins este protagonistul operei, un hobbit respectabil și conservator născut pe 22 septembrie 2890 în al treilea Ev. De-a lungul aventurilor sale, Bilbo face dese referiri la conținutul cămării lui de acasă și își dorește să fi avut mai multă mâncare. Până când găsește inelul magic, este mai puțin important.
Gandalf (rasa Maia) este un vrăjitor itinerant care îi face cunoștință lui Bilbo cu un grup de treisprezece pitici. El dispare deseori în timpul călătoriei, doar pentru a apărea din nou în momentele cheie.
Thorin Scut-de-Stejar  este mândrul și pomposul conducător al grupului de pitici  și moștenitor al regatului distrus al piticilor de sub Muntele Singuratic. Thorin face multe greșeli la conducere, bazându-se pe Gandalf și pe Bilbo ca să îl scoată din necaz, dar se dovedește a fi un mare războinic.
Smaug este un dragon care, cu mult timp în urmă, a jefuit regatul bunicului lui Thorin și care acum doarme deasupra unei mari comori.
Acțiunea cuprinde și alte personaje, cu importanță diferită, cum ar fi ceilalți doisprezece pitici din grup (Balin, Glóin, Bifur, Bofur, Bombur, Dwalin, Ori, Dori, Nori, Óin, Kíli și Fíli), două tipuri de elfi, oameni, troli mâncători de oameni, uriași aruncători de bolovani, goblini răi din peșteri, păianjeni gigantici vorbitori din păduri, vulturi vorbitori uriași și curajoși, lupi răi aliați cu goblinii, Elrond cel înțelept, Gollum - o creatură ciudată care trăiește pe un lac subteran, Beorn - un om care poate lua forma unui urs și Bard Arcașul - un arcaș sumbru dar de onoare din Orașul Lacului (Esgaroth).

### Acțiune

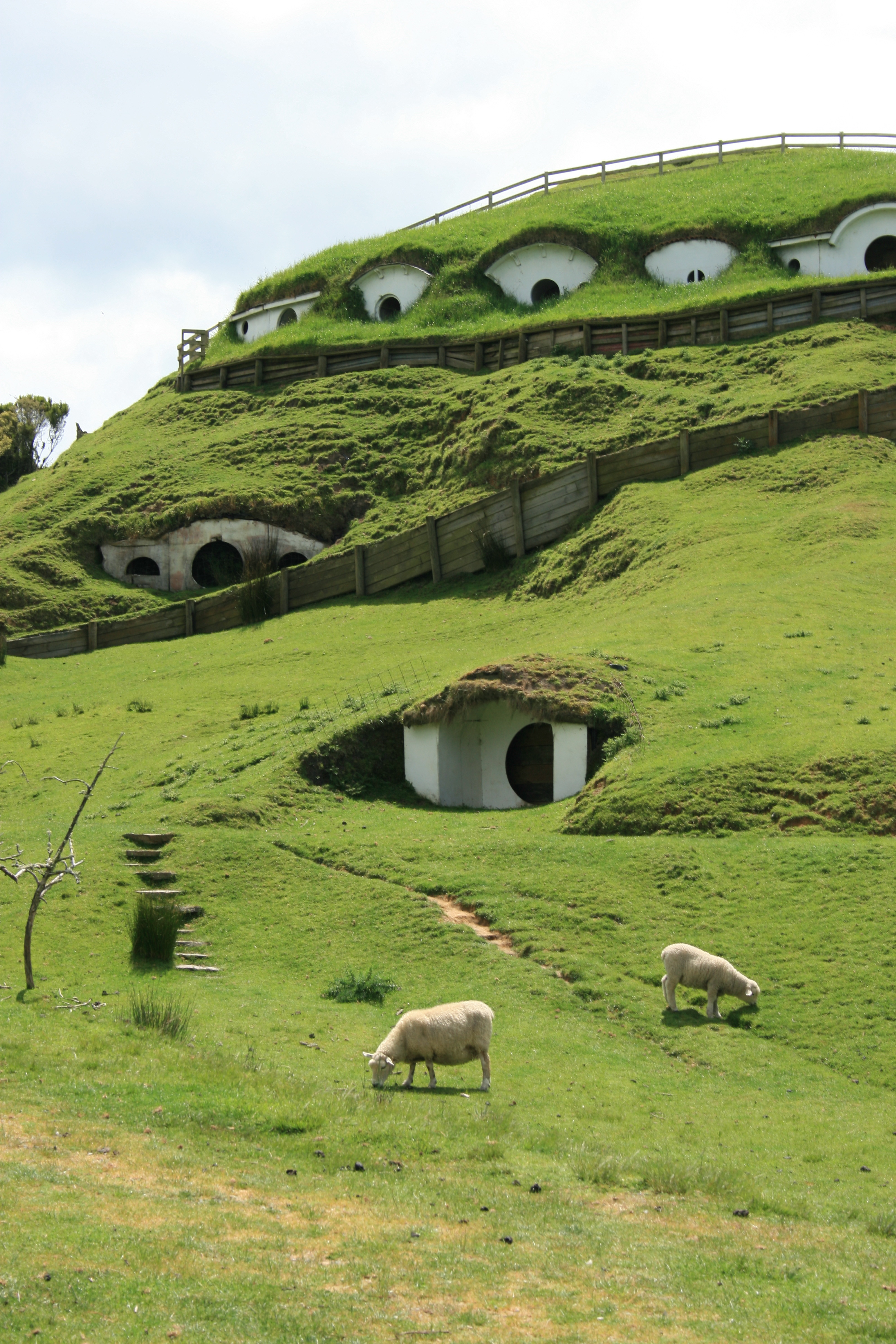
Colina Hobbitonului, unde se găsește Fundătura, casa lui Bilbo Baggins (decor folosit în filmele lui Peter Jackson). Aici începe acțiunea Hobbitului.

Povestea începe din ziua în care hobbitul Bilbo Baggins, un locuitor al Comitatului, are parte de o vizită neașteptată din partea vrăjitorului Gandalf și a unui grup de treisprezece pitici (dwarfi) conduși de Thorin (Scut-de-Stejar), compus din Balin, Glóin, Bifur, Bofur, Bombur, Dwalin, Ori, Dori, Nori, Óin, Kíli și Fíli. Gnomii mai au nevoie de un membru în grupul lor, un hoț experimentat, pentru a-și duce la bun sfârșit planul: să câștige Muntele Singuratic, să-l înfrângă pe balaurul Smaug și să recupereze regatul și comorile sale. Gandalf l-a recomandat pe Bilbo pentru această misiune, iar el acceptă să-i însoțească în aventură.
În drumul spre Munții Cețoși, grupul este capturat de trei troli (Tom, Bert și William) chiar după ce Gandalf i-a părăsit. Vrăjitorul, cunoscând slăbiciunea acestor creaturi, le transformă în stane de piatră. În vizuina trolilor, compania a descoperit săbii, iar Bilbo primește un pumnal, pe care el îl poate folosi ca o sabie, din cauza dimensiunii sale mici, și o numește mai târziu Sting. Curând după aceea, compania a ajuns la Rivendell, unde elful Elrond cel înțelept le dezvăluie și mai multe secrete ale hărții.
Odată ajunși în Munții Cețoși, o furtună îi forțează să se refugieze într-o peșteră, unde sunt capturați de goblini și duși în adânc în pământ. Deși Gandalf îi salvează, Bilbo se rătăcește de ceilalți în timp ce fuge de goblini. Pierdut în tunelele goblinilor, el dă peste un inel misterios (Inelul pe care l-a găsit Déagol, hobbitul ucis de Sméagol, adică Gollum) și îl întâlnește pe Gollum, care îl provoacă la un joc de ghicitori cu miză mortală. Cu ajutorul inelului, care îl face invizibil, Bilbo scapă și se alătură piticilor, crescând în ochii lor. Aceștia sunt din nou urmăriți de un grup de orci și wargi (lupi sălbatici), dar intervenția vulturilor le salvează viața.
Păsările îi duc în apropiere de casa de Beorn, un om care se poate preschimba în urs. El îi ajută să ajungă în Codrul Întunecat. La marginea pădurii, Gandalf se desparte de prietenii lui. În timpul trecerii lor prin pădure, piticii sunt capturați de două ori, o dată de păianjenii giganți și o dată de către elfi, dar de fiecare dată, Bilbo folosește inelul lui magic pentru a-i elibera pe tovarășii lui.
Apropiindu-se de Muntele Singuratic, călătorii sunt întâmpinați de oamenii din Orașul Lacului, care speră că piticii vor îndeplini profeția uciderii lui Smaug. Cu ajutorul inelului, Bilbo se furișează până la vizuina balaurului, și după o conversație cu el, fuge cu o cupă din aur și află despre punctul slab din armura lui, mai exact burta. Dragonul se înfurie și, considerând că Orașul Lacului l-a ajutat pe intrus, pornește împotriva locuitorilor. Un sturz nobil, care a auzit cele spuse de Bilbo despre vulnerabilitatea lui Smaug, îi raportează acest lucru lui Bard, care reușește să ucidă dragonul cu o săgeată.
Când piticii pun stăpânire pe munte, Bilbo găsește Piatra Ark, o bijuterie de familie a dinastiei lui Thorin, pe care o fură. Elfii Pădureni și Oamenii Lacului asediază Muntele și cer răsplată pentru ajutor, compensații pentru distrugerea Orașului Lacului și partea lor din comoară. Thorin refuză și, chemându-și semenii din munții Nordului, își întărește poziția. Bilbo încearcă să medieze conflictul cu ajutorul Pietrei Ark, dar Thorin este neînduplecat. El îl alungă pe Bilbo, iar bătălia pare inevitabilă.
A doua zi sosesc întăriri (piticii) conduse de Dain, vărul lui Thorin - acesta refuzând în continuare orice negocieri. Armatele sunt dispuse să se lupte atunci când Gandalf reapare pentru a-i avertiza pe toți despre apropierea unei armate de goblini și wargi. Piticii, elfii și oamenii se unesc apoi pentru a lupta împotriva lor în Bătălia celor Cinci Popoare, care se pare că era pierdută pentru alianță până la sosirea vulturilor și a lui Beorn. Acesta îl ucide pe Bolg, liderul goblinilor, iar armata lor, demoralizată, este ușor de învins. Victoria este câștigată de cele trei armate, însă Thorin, Fili și Kili au fost uciși în timpul confruntării, primul amintit împăcându-se cu Bilbo chiar înainte de a pieri. Hobbitul acceptă doar o mică parte din ceea ce îi revenea din comoară, considerând că nu are nevoie de mai mult, dar tot se întoarce acasă foarte bogat.

## Istoria

### Redactare
La începutul anilor '30, Tolkien urma o carieră academică în cadrul Universității Oxford ca profesor de limba și literatura anglo-saxonă la Colegiul Pembroke. Două poeme de-ale sale au fost publicate în antologii mici: Goblin Feet și The Cat and the Fiddle: A Nursery Rhyme Undone and its Scandalous Secret Unlocked, o prelucrare a lui Hey Diddle Diddle. Printre preocupările sale creative din acea perioadă se numără Scrisori de la Moș Crăciun (o culegere de scrisori pentru copiii săi, scrise și ilustrate de el), crearea limbii elfilor și The Book of Lost Tales, la care lucra încă din 1917. Toate aceste opere au fost publicate postum.
În 1955, J. R. R. Tolkien a spus într-o scrisoare către W. H. Auden, cum într-o vară, când semna niște certificate școlare, a găsit o pagină goală și, cuprins de o bruscă inspirație, a scris despre un hobbit care locuia într-o gaură din pământ, fără să știe de unde i-a venit această idee. Tolkien a declarat că nu-și aduce aminte exact data în care a scris fraza sau primul capitol, în schimb a spus că nimic nu a fost planificat și n-a fost conștient de faptul că povestea a progresat treptat odată ce ideile îi veneau. Al doilea fiu al său, Michael, a sugerat anul 1929 ca punct de pornire al scrierii romanului: unele dintre scrierile sale, datând din această perioadă, sunt în mod clar inspirate de Hobbitul, romanul pe care tatăl său l-a citit fiilor în timpul elaborării sale. Cu toate acestea, John D. Rateliff, în The History of the Hobbit, sugerează că povestea nu a început înainte de vara anului 1930.
Pentru o scurtă perioadă după scrierea primei fraze, Tolkien a desenat numai harta lui Thrór, care reprezintă teritoriul în care au loc principalele evenimente ale romanului. Cu toate acestea, odată lansat, Tolkien a scris capitolele cu ușurință, cu un număr minim de corecturi, până la moartea balaurului, care era numit atunci Pryftan. În prima versiune, Gandalf era numele șefului piticilor, în timp ce vrăjitorul era numit Bladorthin.
Romanul se află de la început sub influența textelor viitorului Silmarillion.
Povestea trecerii Munților Cețoși se bazează, inclusiv furtuna, pe vacanțele petrecute de Tolkien în Elveția în 1911. Cu ani în urmă, Tolkien a scris o poezie intitulată Glip, iar în ea vorbea despre o creatură murdară cu ochi luminoși care mănâncă oase într-o peșteră, anunțându-l astfel pe personajul Gollum. Acțiunea capitolului are loc în Codrul Întunecat și este unul care evoluează în comparație cu versiunea publicării: trecerea râului și capturarea piticilor de către elfii care nu apar în prima versiune.
Șeful piticilor primește un nume diferit față de cel din Völuspá, Eikinskjaldi, care devine Oakenshield în limba engleză, în timp ce vrăjitorul ia numele de Gandalf, unul în limba islandeză. Bladorthin este numele atribuit unui rege misterios, menționat în textul romanului și nicăieri altundeva decât în lucrările lui Tolkien. Numele balaurului se schimbă de asemenea: acesta este Smaug, care corespunde perfect cu verbul din limba germană smugan („a se târî printr-o gaură”), pe care Tolkien îl descrie ca fiind o „glumă proastă de filolog”. Inițial, Bilbo a fost cel care se presupunea că trebuie să-l omoare pe balaur cu sabia Sting și Inelul, dar în cele din urmă, pentru cei care doresc ceva mai dramatic, Tolkien atribuie acest rol în cele din urmă lui Bard. Acesta este momentul în care Tolkien a abandonat scrierea romanului, care rămâne cu un caracter neterminat, Gollum.
Până la sfârșitul anului 1932 terminase povestea și înmânase manuscrisul câtorva prieteni, printre care se numărau C. S. Lewis și o studentă a lui Tolkien, pe nume Elaine Griffiths. În 1936, când Griffiths a primit la Oxford vizita Susanei Dagnall, un membru al staffului editorilor de la George Allen & Unwin, se pare că ori i-a împrumutat cartea ori i-a sugerat să o împrumute de la Tolkien. În orice caz, d-ra Dagnall a fost impresionată de carte arătându-i-o și editorului Stanley Unwin. Acesta i-a cerut fiului său de 10 ani, Rayner, să îi facă o recenzie. După ce Rayner a făcut o scurtă caracterizare a manuscrisului lui Tolkien, acesta a fost publicat de Allen & Unwin.
La început, Tolkien a prevăzut localizarea luptei împotriva gnomilor la drumul de întoarcere a lui Bilbo. Cu toate acestea, situația este complicată de dorința cauzată de aur. Oamenii din Orașul Lacului doreau o parte din aur pentru a reconstrui orașul lor distrus de Smaug, lucru care a dus la Bătălia celor Cinci Armate.
| Bilbo Baggins era un hobbit care trăia într-o gaură și n-a avut parte niciodată de o aventură, dar în final vrăjitorul Gandalf și piticii lui l-au convins să vină cu ei. El a avut momente pasionante în lupta împotriva gnomilor și wargilor, iar ei în cele din urmă au ajuns la Muntele Singuratic; dragonul roșu Smaug este ucis și după o luptă teribilă cu gnomi, Bilbo se întoarce acasă - bogat! Această carte, cu hărți, nu are nevoie de imagini, este bună și ar trebui apelată de toți copiii cu vârste cuprinse între 5 și 9 ani. — Rayner Unwin, aviz despre Hobbitul |

Atunci când primește teste ale imprimării în februarie 1937, Tolkien a găsit niște pasaje care necesitau corectări, deoarece el nu a avut timp să citească cu atenție manuscrisul trimis editurii. Din acest motiv și din cauza unelor probleme cu ilustrații, cartea nu a fost publicată până în septembrie.

### Publicare

Supracopertă a primei ediții Hobbitul creată de autor.

George Allen & Unwin, Ltd. din Londra a publicat prima ediție a Hobbitului pe 21 septembrie 1937. Primul tiraj a fost de 1.500 de exemplare și s-a epuizat până în decembrie datorită recenziilor entuziaste. Pentru ediția americană, a cărei lansare a fost programată pentru începutul anului 1938, Houghton Mifflin din Boston și New York s-au pregătit să includă patru ilustrații color. Allen & Unwin a decis să includă și ea ilustrațiile color în al doilea tiraj de 2300 de exemplare, lansată la sfârșitul anului 1937. În ciuda popularității cărții, criza hârtiei adusă de Al Doilea Război Mondial, care a luat sfârșit abia în 1949, a făcut deseori indisponibilă cartea în această perioadă. Vânzările cărții cresc dramatic odată cu publicarea Stăpânului inelelor și ajung la nivelul maxim în anii 1960.
Mai multe ediții ale cărții au fost publicate în Marea Britanie, cartea fiind retipărită frecvent de mai mulți editori britanici. În plus, Hobbitul a fost tradusă în peste patruzeci de limbi, unele fiind  traduceri cunoscând mai multe ediții.
În 2008, aproape o sută de milioane de exemplare ale Hobbitului au fost vândute în toată lumea. În Marea Britanie, Hobbitul nu a ieșit din topul 5.000 al cărților Nielsen BookScan din 1995, când a început indexarea, atingând un vârf de vânzări de trei ani de la 33.084 (2000) la 142.541 (2001), 126.771 (2002) și 61.229 (2003), ceea ce o plasează pe poziția a treia în lista de cărți „memorabile” de la Nielsen.
Popularitatea continuă a Hobbitului face din exemplarele vechi ale cărții elemente de atracție pentru colecționari. Prima ediție englezească s-a vândut la licitație pentru o sumă de 6.000 de lire sterline, iar prețul pentru prima ediție semnată a ajuns la 60.000 £.
În România, prima ediție a apărut în anul 1975, la Editura Ion Creangă, în colecția Biblioteca pentru toți copiii, cu titlul O poveste cu un hobbit, în traducerea Catincăi Ralea și ilustrațiile Liviei Rusz.

### Revizuiri
În decembrie 1937, editorul Hobbitului, Stanley Unwin, i-a cerut lui Tolkien o continuare. Drept răspuns, Tolkien i-a înmânat ciorne din Silmarillion, pe care editorul le-a respins, considerând că cititorii doresc „mai multe despre hobbiți”. Tolkien a început să lucreze la „Noul Hobbit”, transformată ulterior în Stăpânul inelelor, care nu doar că avea să schimbe caracterul poveștii originale, dar avea să conducă și la schimbări majore ale personajului Gollum.
În prima ediție a Hobbitului, Gollum își pariază de bună voie inelul magic în concursul de ghicitori, iar el și Bilbo se despart în termeni amicali. În a doua ediție, pentru a reflecta conceptul inelului și a abilităților lui de a corupe, Tolkien l-a făcut pe Gollum mai răuvoitor cu Bilbo și nemulțumit de pierderea inelului. Întâlnirea ia sfârșit cu blestemul lui Gollum „Hoss! Hoss! Hoss! Bagginss hossul! Îl urâm, îl urâm, îl urâm pentru vessie!”, care pune bazele caracterizării lui Gollum din Stăpânul inelelor.
Pentru a-i arăta lui Unwin genul de schimbări necesare ca să armonizeze cartea cu Stăpânul inelelor, Tolkien i-a trimis versiunea revizuită a capitolului „Cimilituri în întuneric”, dar timp de câțiva ani nu a primit niciun răspuns. Când a primit modelul noii ediții, Tolkien a fost surprins să vadă că aceasta conținea capitolul revizuit. În Stăpânul inelelor, varianta originală a jocului cu ghicitorile este explicată ca o „minciună” inventată de Bilbo, în timp ce edițiile revizuite ar conține „adevărata” poveste. Textul revizuit a devenit a doua ediție, publicată în 1951 atât în Marea Britanie, cât și în SUA.
Pentru a armoniza mai bine tonul din Hobbitul cu cel din continuarea sa, Tolkien a început o nouă versiune în 1960, îndepărtând secțiunile narative care nu aveau legătură cu acțiunea. El a abandonat noua revizuire la capitolul al treilea, după ce a fost criticat că „nu mai este Hobbitul”, în sensul că își pierduse mult din tonul vesel și ritmul rapid.
După o serie de ediții paperback (broșate) neautorizate ale Stăpânului inelelor, apărute la Ace Books în 1965, Houghton Mifflin și Ballantine Books i-au cerut lui Tolkien să revizuiască textul Hobbitului pentru a reînnoi drepturile de autor americane. Textul, apărut în 1966, a devenit a treia ediție. Tolkien a profitat de ocazie pentru a armoniza și mai mult firul narativ cu cel din Stăpânul inelelor și cu cel din încă nepublicata Quenta Silmarillion, cum se numea la vremea aceea opera la care lucra. Aceste mici ajustări includ, de exemplu, transformarea frazei elfi care acum sunt numiți gnomi, din prima și a doua ediție (pagina 63), în Elfii Nobili din Vest, neamul meu din a treia.

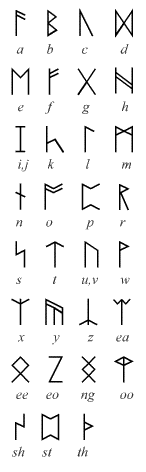
Rune și valorile în literele din engleză atribuite lor de către Tolkien, utilizate în mai multe dintre ilustrațiile sale originale, desene și modele pentru Hobbitul.

În scrierile de început, Tolkien folosea termenul „gnom” pentru a se referi la al doilea rând de Elfi Nobili — Noldor — considerând că „gnom”, derivat din grecescul gnosis (cunoaștere), era un nume potrivit pentru cei mai înțelepți elfi. Dar, din cauza utilizării uzuale a cuvântului „gnom” cu referire la piticii de grădină, venită din secolul al XVI-lea, de la Paracelsus, Tolkien a renunțat la termen.

### Ilustrații și design
Corespondența lui Tolkien și înregistrările editorilor arată că Tolkien a fost implicat în realizarea designului și a ilustrațiilor întregii cărți. Toate elementele au fost subiectul unei corespondențe considerabile purtate de Tolkien. În memoriile sale, Rayner Unwin comentează:
| “ | În 1937, Tolkien a scris 26 de scrisori către George Allen & Unwin... detaliate, fluente, înțepătoare dar nespus de politicoase și exasperant de precise... Mă îndoiesc că orice autor de azi, indiferent cât ar fi de faimos, ar primi o atenție atât de scrupuloasă. | ” |

Chiar și hărțile, dintre care Tolkien a propus, inițial, cinci, au fost discutate. El a cerut ca harta lui Thror să fie inclusă (lipită după legarea cărții) cu runele anglo-saxone tipărite pe dos, pentru a fi vizibile când harta era ținută spre lumină. În cele din urmă, costurile și umbrele de pe hartă - care o făceau dificil de reprodus, au rezultat în designul celor două hărți de la sfârșit, Harta lui Thror și Harta Ținuturilor Sălbatice, ambele tipărite cu negru și roșu pe fundalul crem al hârtiei.
Inițial, Allen & Unwin intenționau să ilustreze cartea doar cu hărțile de la sfârșit, dar schițele lui Tolkien au fascinat atât de mult conducerea editorială, încât acesta a decis să le includă fără a crește prețul cărții, în ciuda costului suplimentar de tipărire. Încurajat de asta, Tolkien a furnizat un al doilea set de ilustrații. Editorul le-a acceptat și pe acestea, publicând cartea cu zece ilustrații alb-negru și cele două hărți de la sfârșit. Ilustrațiile erau: The Hill: Hobbiton de peste ape, Trolii, Calea din munți, The Misty Mountains looking West from the Eyrie towards Goblin Gate, Beorn's Hall, Mirkwood, The Elvenking's Gate, Lake Town și the Front Gate. Toate ilustrațiile au fost tipărite pe o pagină, în afara celei despre Codrul Întunecat, care a necesitat o placă separată.
Mulțumiți de talentul lui, editorii l-au rugat pe Tolkien să realizeze o supracopertă. Acest proiect a devenit subiectul unei alte corespondențe, cu Tolkien contestându-și continuu abilitățile de desenator. Inscripțiile runice de pe marginea ilustrațiilor sunt transliterații fonetice din engleză, conținând titlul cărții și detalii despre autor și editor. Supracoperta originală conținea tușe ale mai multor culori, dar Tolkien a redesenat-o de câteva ori, folosind tot mai puține culori de fiecare dată. Desenul final conținea doar patru culori. Editorul, atent la costuri, a înlăturat roșul soarelui, rămânând doar cu negru, albastru și verde pe un fond alb.
Conducerea editorială a proiectat cotorul, dar Tolkien a obiectat asupra câtorva elemente. În cele din urmă, designul a ajuns să fie unul conceput de autor. Pe cotor apar rune anglo-saxone: doi de „þ” (Thráin și Thrór) și un „D” (Door - ușă). Prima și ultima copertă sunt în oglindă, cu un dragon alungit, specific stilului lui Tolkien, de-a lungul marginii inferioare și o schiță a Munților Cețoși în partea de sus.
Odată ce ilustrațiile au fost aprobate, Tolkien a propus și planșe color. Editorul nu a cedat asupra acestui aspect, așa încât Tolkien și-a pus speranțele în ediția americană, care avea să apară peste șase luni. Houghton Mifflin a răsplătit aceste speranțe cu înlocuirea cu o variantă color a frontispiciului (The Hill: Hobbiton-across-the Water) și cu adăugarea unor noi planșe color: Rivendell, Bilbo Woke Up with the Early Sun in His Eyes, Bilbo comes to the Huts of the Raft-elves și Conversation with Smaug, în care apare un blestem piticesc scris în limba inventată de Tolkien, Tengwar, semnat cu două rune „þ”, „Th”. Ilustrațiile suplimentare au fost atât de atrăgătoare, încât George Allen & Unwin le-au adoptat pentru a doua ediție a cărții, cu excepția lui Bilbo Woke Up with the Early Sun in His Eyes)..
| Limba      | Anul publicării |
| ---------- | --------------- |
| germană    | 1957            |
| olandeză   | 1960            |
| poloneză   | 1960            |
| portugheză | 1962            |
| spaniolă   | 1964            |
| japoneză   | 1965            |
| daneză     | 1969            |
| franceză   | 1969            |
| norvegiană | 1972            |
| finlandeză | 1973            |
| italiană   | 1973            |
| slovacă    | 1973            |

Diferitele ediții au fost ilustrate în moduri diferite. Multe au urmărit schema originală, cel puțin ca și idee, dar multe altele (mai ales traducerile) au fost ilustrate de alți artiști. Câteva ediții ieftine, în special cele paperback, nu conțin nicio ilustrație în afara hărților. Ediția din 1942 de la „The Children's Book Club” conține o anomalie: ea include ilustrațiile în alb și negru, dar nu prezintă nicio hartă.
Folosirea runelor de către Tolkien, atât cu scop decorativ, cât și ca semne magice în poveste, este considerată una dintre cauzele majore ale popularizării runelor în mișcarea „New Age” și în literatura ezoterică, alăturând popularitatea lui Tolkien elementelor de contra-cultură din anii '70.

### Traduceri
Romanul atrage rapid atenția editurilor străine. În vara lui 1938, la scurt timp înainte de începerea celui de-al Doilea Război Mondial, editura germană Rutten & Loening, dorea să publice Hobbitul în țara ei, și l-a întrebat pe Tolkien despre posibilele sale origini evreiești. Descoperind legile de segregare naziste „demente” și doctrina rasială „total dăunătoare și neștiințifică, Tolkien i-a scris editurii sale că respinge traducerea în aceste condiții. Izbucnirea celui de-al Doilea Război Mondial duce la abandonarea proiectului, spre regretul lui Tolkien, care a pariat cu fiul său cel mare cu privire la traducerea primei fraze celebre a romanului.
Prima traducere a Hobbitului într-o limbă străină este cea suedeză, publicată în 1947. Tolkien este foarte supărat, spunând că aceasta și-a permis să traducă aproape tot, inclusiv cuvântul hobbit: hompen. Alte două traduceri suedeze sunt publicate mai târziu în 1962 și din nou în 1971. Cu toate acestea, succesul Stăpânului inelelor încurajează editurile străine să publice traduceri ale Hobbitului. Printre primele traduceri din timpul vieții lui Tolkien, se numără cele în limba germană (1957), olandeză (1960), poloneză (1960), portugheză (1962), spaniolă (1964), japoneză (1965), daneză (1969), franceză (1969), norvegiană (1972), finlandeză (1973), italiană (1973) și limba slovacă (1973). Cu câteva luni înainte de moartea sa, Tolkien află că o traducere islandeză este în curs de elaborare, o știre care îl umple de bucurie; dar acest lucru nu s-a întâmplat înainte de 1978.

### Ediții postume

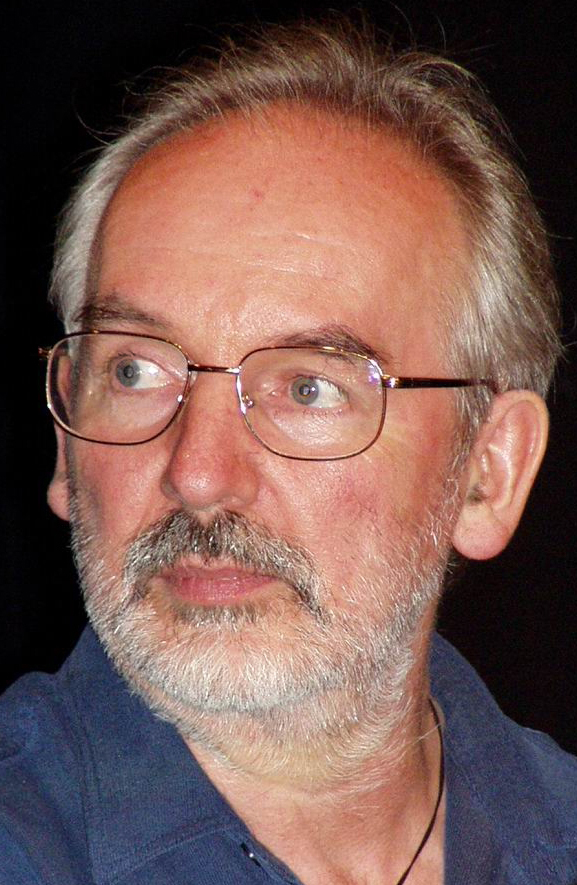
Alan Lee a ilustrat o ediție Hobbitul publicată în 1997 cu ocazia împlinirii a 60 de ani de la publicarea primei cărți.

De la moartea autorului au fost publicate trei ediții speciale ale Hobbitului: The Annotated Hobbit de Douglas A. Anderson, o ediție adnotată a romanului; o ediție ilustrată de Alan Lee; și The History of The Hobbit de John D. Rateliff.
În The Annotated Hobbit, Douglas Anderson furnizează întregul text al cărții publicate, cu comentarii și ilustrații. Edițiile de mai târziu au adăugat și texte din The Quest of Erebor - carte în care se explică cum și de ce Gandalf a aranjat recucerirea Muntelui Singuratic („Erebor” în sindarină). Comentariile lui Anderson prezintă numeroase surse adunate de Tolkien când pregătea textul, precum și un istoric detaliat al schimbărilor făcute de Tolkien în diferitele ediții publicate. Alături de adnotări, textul conține ilustrații prezente în multe ediții traduse, inclusiv cele ale lui Tove Jansson. Tot aici apar o serie de texte greu de găsit, cum ar fi varianta din 1923 a poemului lui Tolkien „Iumonna Gold Galdre Bewunden”. Micheal D. C. Drout și Hilary Wynn consideră că opera furnizează o fundație solidă pentru munca viitoare a criticilor.
Ediție ilustrată de Alan Lee a apărut în 1997, cu ocazia celei de-a șaizecea aniversare a publicării romanului Hobbitul în Marea Britanie. Lucrarea cuprinde 26 de ilustrații color și 38 de ilustrații alb-negru, toate realizate de Lee.
În The History of the Hobbit (Istoria Hobbitului), publicată în două părți în 2007, John Rateliff oferă textul complet al versiunii originale și al versiunilor intermediare ale cărții, completate cu comentarii privind legătura între erudiția lui Tolkien și creația sa. Rateliff prezintă și varianta abandonată din anii '60. Cartea separă comentariile lui Rateliff de textul lui Tolkien, permițându-i cititorului să parcurgă textul original fără întreruperi. Rateliff a inclus și ilustrații ale lui Tolkien nepublicate anterior. În recenzia publicată în Mythlore, Jason Fisher declara că opera este „un punct de pornire indispensabil pentru studiul Hobbitului”.

## Influențe
Hobbitul a fost influențat din epopei (poeme epice), mituri și basme citite de Tolkien, inclusiv Beowulf, poem epic anglo-saxon la care Tolkien a lucrat toată viața lui. S-a mai inspirat din basmele scrise de Andrew Lang și cele de fraților Grimm, The Princess and the Goblin și continuarea ei The Princess and Curdie, amândouă scrise de George MacDonald, sau The Marvellous Land of Snergs de Edward Wyke-Smith.

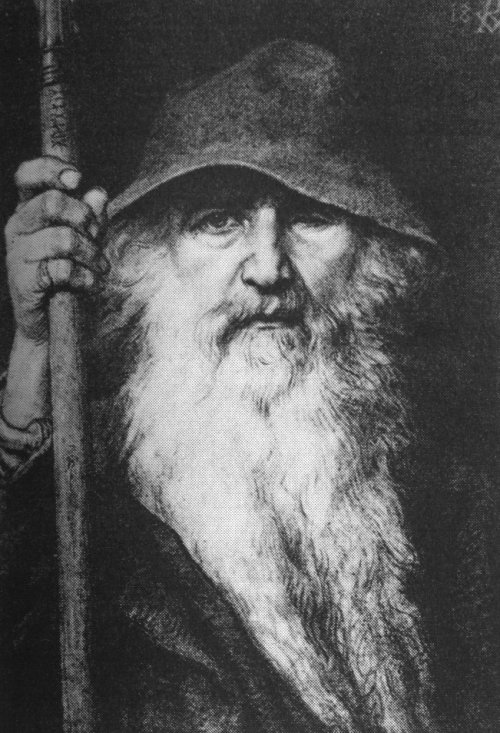
Personajul Gandalf este influențat în special de către zeul Odin din mitologia nordică.

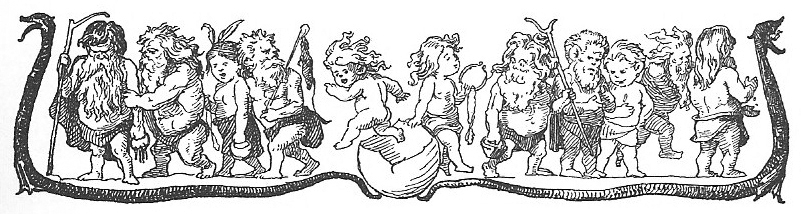
Numele piticilor grupului provin din Edda în versuri, o colecție de poeme scrise în limba nordică veche, în special Völuspá, primul dintre ele.

Conform biografiei lui Tolkien scrisă de Humphrey Carpenter, Gandalf provine dintr-o carte poștală cumpărată de scriitor în 1911 în timpul unei vacanțe în Elveția, care reproduce o pictură pierdută și redescoperită realizată de artistul german Josef Madlener intitulată Der Berggeist. Acest tablou reprezintă un bătrân cu barbă albă, purtând o haină lungă și o pălărie mare, împreună cu un pui de cerb într-un cadru de țară cu munți în fundal. Carpenter spune în lucrarea lui că Tolkien a păstrat această carte poștală cu atenție, și mult după aceea a scris pe coperta de hârtie în care a ținut-o: „Origin of Gandalf” („Originea lui Gandalf”), însă Manfred Zimmerman a vorbit cu fiica lui Josef Madlener pentru articolul său („The Origin of Gandalf and Josef Madlener”) și a descoperit că pictura ar fi fost realizată cam pe la mijlocul anilor 1920. Carpenter a afirmat că declarația a fost „bazată pe niște note pe care le-a scris [Tolkien] pe plicul care conține copia cărții poștale”.
Personajul Gandalf este influențat în special de către zeul Odin din mitologia germanică și nordică, în încarnarea sa, Vegtamr, un bătrân cu barbă albă lungă, cu o pălărie mare și un băț folosit pentru mersul pe jos. Numele de Gandalf și numele piticilor grupului provin din Edda în versuri, o colecție de poeme scrise în limba nordică veche, în special Völuspá, primul dintre ele. Întrucât Gandalf îi abandonează pe pitici și pe Bilbo de mai multe ori chiar înainte de a fi capturați, Douglas A. Anderson remarcă faptul că comportamentul său este o reminiscență a spiritului de munte din Munții Karkonosze ceho-polonezi, Rübezahl, care se amuză de erorile călătorilor.
Tom Shippey spune că un alt poem dintre cele din Edda în versuri, Skírnismál, ar fi putut influența Munții Cețoși ai lui Tolkien, în special fraza: „The mirk is outside, I call it our business to fare over the misty mountains, over the tribes of orcs”. De asemenea, el constată că Beorn are similitudini cu Beowulf și Bothvarr Bjarki, un personaj din saga nordică a lui Hrólfr Kraki.
Când Tolkien a fost întrebat dacă partea în care Bilbo fură cupa de la Smaug este inspirată de furtul cupei din Beowulf, el a răspuns:
| Beowulf face parte din sursele pe care le respect cel mai mult, desigur că nu am fost conștient în mintea mea ce am scris, și episodul zborului a venit in mod natural (și aproape inevitabil) la circumstanțe. Este dificil să iei în considerare orice alt mod de a continua povestea de la acest moment. Îmi place să cred că autorul care a scris Beowulf ar spune aproape același lucru. — J. R. R. Tolkien, scrisoare către redactorul șef de la Observer |

| |  |  |
| Beowulf (personaj din Beowulf, stânga) și Sigurd (personaj din Völsunga saga, dreapta) se confruntă cu dragonii care mor atunci când sunt răniți în stomac. Douglas Anderson a remarcat faptul că cele două creaturi sunt ucise la fel ca Smaug în Hobbitul. |  |  |

Potrivit lui Tom Shippey, conversația între cele două personaje atrage, de asemenea, Fáfnismál, un poem din Edda în versuri. Douglas Anderson a remarcat faptul că doi dragoni mari ai literaturii nordice, Fafnir din Völsunga saga și cel din Beowulf, mor atunci când sunt răniți în stomac, la fel ca Smaug. Anderson citează de asemenea romanele lui George MacDonald, The Princess and the Goblin și continuarea lui, The Princess and Curdie, ca având influențe asupra apariției gnomilor răi, viziunea de la poalele muntelui sau comportamentul lui Galion, paharnicul lui Thranduil, care este similar cu cel al majordomului regelui din The Princess and Curdie prin faptul că amândurora le place să bea cele mai bune vinuri ale lorzilor lor respectivi.
În 1955, Tolkien a admis într-o scrisoare de la W. H. Auden că romanul pentru copii The Marvellous Land of Snergs scris de E. A. Wyke-Smith, este „fără îndoială o sursă literară inconștiență (!) pentru Hobbiți și nimic altceva”. Acest roman spune povestea unui Snerg, un membru al unei rase antropomorfe caracterizate prin dimensiuni reduse, precum hobbiții. Tolkien spune că cuvântul „hobbit” a fost în măsură să fie inspirat de romanul satiric Babbitt scris de Sinclair Lewis; mai târziu, în anexele din Stăpânul inelelor se afirmă că acest cuvânt provine din engleza veche hol-bytla .
Partea cu wargii de la Bătălia celor Cinci Armate este parțial inspirată de bătălia vârcolacilor din The Black Douglas, considerat de Tolkien ca fiind unul dintre cele mai bune romane scrise de S. R. Crockett și cartea care l-a impresionat în copilărie. Douglas Anderson propune să vadă în Maître de Lacville și consilierii săi o reflectare a membrilor consiliului din orașul Hamelin în poemul Rattenfänger von Hameln de Robert Browning (1842): în ambele cazuri aceștia sunt descriși ca lacomi, egoiști și conștienți de interesele concetățenilor lor numai atunci când le convine”.

## Analiză

### Gen
Hobbitul folosește modele narative ale literaturii pentru copii, lucru vizibil prin prezența naratorului omniscient și a personajelor cu care copii pre-adolescentini se pot identifica, cum ar fi micuțul Bilbo, obsedat de mâncare și cu o moralitate ambiguă. Curgerea timpului și dezvoltarea acțiunii sunt în strânsă legătură, iar „siguranța” și „pericolul” sunt bine delimitate. Ambele elemente sunt specifice literaturii pentru copii, la fel cum este circuitul „acasă-plecat-acasă” (sau there and back again - „acasă și înapoi”), structură tipică pentru Bildungsroman. În timp ce Tolkien a pretins ulterior că îi displace aspectul vocii naratorului care se adresează direct cititorului, acest element a contribuit semnificativ la succesul cărții, făcând ca povestea să fie deseori citită cu voce tare. Emer O'Sullivan, în Comparative Children's Literature, citează Hobbitul ca una dintre puținele cărți pentru copii acceptate în literatura mainstream, împreună cu Sophie's World (1991) de Jostein Gaarder și seria Harry Potter (1997-2007) a lui J. K. Rowling.
Tolkien a intenționat ca Hobbitul să fie un basm pentru copii. Multe dintre recenziile inițiale ale cărții se referă la ea ca la un basm. Totuși, Bilbo Baggins nu este protagonistul obișnuit al basmului - nu este fiu cel mare și chipeș sau fata cea mică și frumoasă – ci un hobbit rotofei, de vârstă mijlocie. Opera e mult mai lungă decât idealul despre care vorbea Tolkien în eseul On Fairy Stories („Despre basme”). Multe motive prezente în basme, cum ar fi repetiția evenimentelor similare prezente la sosirea piticilor în casele lui Bilbo și Beorn, precum și temele folclorice de genul împietririi trolilor, apar în această poveste. Hobbitul se conformează celor modelului de 31-de-motive-prezente-în-basme, despre care Vladimir Propp vorbește în opera sa din 1928, Morphology of the Folk Tale, bazându-se pe analiza structurală a folclorului rus.
În general, cartea este considerată și promovată ca literatură fantasy, dar, la fel ca Peter Pan and Wendy de J. M. Barrie și The Princess and the Goblin de George MacDonald - ambele opere influențându-l pe Tolkien și conținând elemente fantasy - este considerată în primul rând literatură pentru copii. Cele două genuri nu sunt separabile în totalitate, așa încât unele definiții ale genului high fantasy includ opere pentru copii de autori cum sunt L. Frank Baum și Lloyd Alexander, alături de cele ale lui Gene Wolfe și Jonathan Swift, a căror operă este considerată, în general, ca fiind pentru adulți. Sullivan consideră prima publicare a Hobbitului ca un pas important în dezvoltarea genului high fantasy, iar debutul din anii '60 al edițiilor paperback din Hobbitul și Stăpânul inelelor ca fiind esențiale în crearea unei piețe de masă pentru ficțiunea de acest gen și pentru starea curentă a genului fantasy.

### Stil
Proza lui Tolkien este directă și nepretențioasă, luând de bună existența lumii sale imaginare și descriind detaliile ca pe niște fapte obișnuite, în timp ce noul și fantasticul apar aparent întâmplător. Acest stil „cu picioarele pe pământ”, prezent ulterior și în literatura fantasy a lui Richard Adams (Watership Down) și Peter Beagle (Ultima licornă), mai degrabă acceptă cititorii în lumea sa ficțională decât să încerce să îi convingă de realitatea ei. În timp ce Hobbitul este scrisă într-un limbaj simplu, prietenos, fiecare personaj are propria voce. Naratorul, care întrerupe ocazional firul narativ cu explicații (lucru obișnuit atât în literatura pentru copii, cât și în cea anglo-saxonă), are propriul său limbaj, diferit de cel al personajelor principale.
Forma de bază a poveștii este a unei căutări, povestită în episoade. În cea mai mare parte a cărții, fiecare capitol introduce un locuitor diferit al Ținuturilor Sălbatice, unii fiind prietenoși și ajutându-i pe protagoniști, iar alții fiind periculoși și amenințători. Tonul general e luminos, fiind presărat cu cântece și umor. Un exemplu de folosire a cântecului pentru a menține tonul este acela în care Thorin și compania sunt răpiți de gnomi care, în timp ce îi duc în subteran, cântă:
| “ | Zbang! Se-nchide crăpătura neagră. Haț! Ciupește și-apucă și trage. Și în jos, tot mai jos, în orașul de gnomi, Vă ducem pe toți ca pe-un singur om! | ” |

Acest cântec onomatopeic destinde scena periculoasă cu o undă de umor. Tolkien menține echilibrul dintre pericol și umor și prin alte metode, cum ar fi prostia și accentul rural al trolilor sau beția celor care îi iau prizonieri pe elfi. Forma generală - aceea a unei călătorii spre ținuturi străine, povestită într-un mod luminos presărat cu cântece — poate că urmează modelul operei The Icelandic Journals, a idolului literar al lui Tolkien, William Morris.
Romanul se bazează pe cunoștințele lui Tolkien despre limbile istorice și pe texte nord-europene vechi. Numele lui Gandalf și toți în afara unuia dintre cei treisprezece pitici au fost luați direct din poemul în limba nordică veche Völuspá, aparținând Eddei poetice. Câteva dintre ilustrațiile autorului (inclusiv harta piticilor, frontispiciul și supracoperta) folosesc rune anglo-saxone. Totuși, Tolkien nu face doar paradă de surse istorice: stilurile lingvistice, în special relațiile dintre cel modern și cel antic, sunt privite ca una dintre temele majore explorate de poveste.

### Teme
Elementul central al poveștii îl constituie evoluția și maturizarea protagonistului, Bilbo Baggins. Călătoria maturizării lui, în care își găsește identitatea și încrederea în lumea care îl înconjoară, poate fi privită mai curând ca un bildungsroman decât ca o căutare tradițională. Conceptul jungian al individualizării se reflectă și prin tema maturizării și a capacităților crescânde, autorul punând față în față creșterea personală a lui Bilbo cu lipsa dezvoltării piticilor. Analogia „lumii subpământene” și a eroului revenind din ea cu un dar (cum ar fi inelul, sau săbiile elfice) de care va beneficia societatea lui, se potrivește arhetipului mitic al inițierii și maturizării, așa cum este descris de Joseph Campbell. Jane Chance compară dezvoltarea și maturizarea lui Bilbo cu a celorlalte personaje cu conceptele de guvernare bună versus guvernare rea derivate din manualul monastic Ancrene Wisse (despre care Tolkien a scris în 1929) și din înțelegerea creștină a mitului lui Beowulf.
Elementul moral central al poveștii îl reprezintă lăcomia și egoismul. În timp ce lăcomia este o temă recurentă în roman, cu unul sau mai multe episoade care prezintă apetitul personajelor (fie că sunt troli care mănâncă pitici, sau pitici care mănâncă hrană oferită de elfi) sau dorința lor pentru obiecte frumoase, cum sunt aurul sau bijuteriile, ea este pusă în evidență pentru a deveni elementul moral al poveștii doar când devine vizibilă influența Pietrei Ark asupra lui Thorin. Bilbo fură Piatra Ark — o relicvă antică a piticilor — și vrea să i-o dea înapoi lui Thorin în schimbul păcii. Dar Thorin îl va considera trădător pe hobbit, uitându-și toate promisiunile anterioare. La sfârșit, Bilbo renunță la piatra prețioasă și la mare parte din partea lui de comoară pentru a-i ajuta pe cei aflați în nevoie. Tolkien explorează și motivul bijuteriilor care stârnesc lăcomia corupătoare din Silmarillion, existând legături între Piatra Ark și „Silmaril” în etimologia inventată de Tolkien.
Hobbitul prezintă și tema animismului. Un concept important în antropologie și în dezvoltarea copilului, animismul constituie ideea că toate lucrurile - inclusiv obiectele și evenimentele naturale, precum și ființele vii de genul animalelor și plantelor - posedă inteligență similară omului. În The History of the Hobbit, John D. Rateliff numește asta „Tema Doctor Dolittle”, citând o serie de animale vorbitoare pentru a sublinia existența acestei teme. Printre creaturile vorbitoare se numără corbi, păianjeni și dragonul Smaug, alături de antropomorfii gnomi și elfi. Patrick Curry observă că animismul apare și în celelalte opere ale lui Tolkien, menționând „rădăcinile munților” și „picioarele copacilor” din Hobbitul ca o alunecare lingvistică dinspre lipsit de viață către animat. Tolkien considera ideea animismului strâns legată de dezvoltarea limbajului și miturilor umane: „...Primii oameni care au vorbit despre «copaci și stele» vedeau lucrurile complet diferit. Pentru ei, lumea era populată cu ființe mitologice... Pentru ei, întreaga creație era «o țesătură de mituri și un tipar elfic»”.

### Interpretare

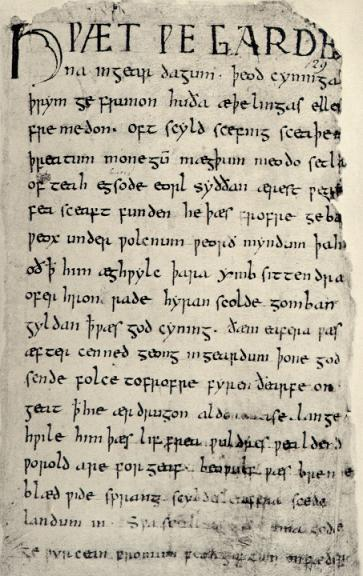
Beowulf (în imagine avem prima pagină a poemului) a avut o puternică influență în crearea lumii în care pășește Biblo.

Hobbitul poate fi văzut ca o expunere creativă a muncii teoretice și academice a lui Tolkien. Temele prezente în literatura engleză timpurie, mai ales poemul Beowulf, au avut o puternică influență în creionarea lumii vechi în care pășește Biblo. Tolkien, un erudit al poemului Beowulf, pretinde că acesta a fost una dintre „cele mai valoroase surse” ale scrierii Hobbitului. Lui Tolkien îi este atribuită prima expunere critică a poemului Beowulf ca operă literară cu o valoare dincolo de cea istorică, expozeul său din 1936 Beowulf: the Monsters and the Critics fiind încă pe lista lecturilor obligatorii pentru studenții de literatură anglo-saxonă. Beowulf conține câteva elemente împrumutate de Tolkien pentru Hobbitul, inclusiv un dragon monstruos și inteligent. Câteva descrieri din Hobbitul par a fi preluate direct din Beowulf, cu mici modificări, cum ar fi gestul fiecărui dragon de a-și întinde gâtul pentru a amușina intrușii. La fel, descrierea bârlogului la care se poate ajunge printr-un pasaj secret este similară celei din Beowulf. Tolkien a prelucrat pasaje din acțiunea poemului pe care se pare că nu le-a considerat descrise satisfăcător, cum ar fi cele despre furtul cupei și despre intelectul și personalitatea dragonului.
Alte influențe din literatura anglo-saxonă sunt reprezentate de apariția numelor săbiilor, înscrise cu rune. Prima acțiune eroică a lui Bilbo este făcută folosind o sabie elfică. Denumindu-și lama „Sting” („Acul”), Bilbo acceptă genul de practici culturale și lingvistice specifice poemului Beowulf, lucru care atestă intrarea sa în lumea antică. Acest lucru culminează cu furtul cupei din comoara dragonului de către Bilbo, stârnind furia acestuia - incident similar celui din Beowulf și cu o acțiune determinată de tipare narative tradiționale. Așa cum spunea Tolkien: „...Episodul furtului s-a născut în mod natural (și aproape inevitabil) din circumstanțe. E dificil de găsit o altă desfășurare a acțiunii în acest punct. Îmi închipui că la fel ar spune și autorul poemului Beowulf”.
Bilbo este portretizat ca un explorator modern al unei lumi antice. El poate negocia și interacționa cu această lume antică deoarece limba și tradiția stabilesc legături între cele două lumi. De exemplu, cimiliturile lui Gollum sunt preluate din surse istorice, în timp ce ale lui Bilbo provin din cărți moderne pentru copii. Jocul de-a cimiliturile, familiar amândurora, le permite lui Gollum și Bilbo să intre în competiție, nu conținutul cimiliturilor în sine. Ideea contrastului superficial dintre stilurile lingvistice individuale ale personajelor, tonurile și sferele lor de interes, ducând la o înțelegere a legăturilor profunde dintre antic și modern, este o temă recurentă în Hobbitul.
Smaug este principalul antagonist. Din multe puncte de vedere, episodul cu Smaug reflectă și face referire la dragonul din Beowulf, iar Tolkien se folosește de episod pentru a pune în practică unele dintre teoriile sale literare revoluționare legate de poemul anglo-saxon, în care dragonul posedă o inteligență animalică, nu are valoare simbolică. Dragonul Smaug și comoara sa de aur poate reprezenta un simbol al legăturii tradiționale dintre rău și metalurgie, așa cum este descrisă în Paradisul pierdut a lui John Milton. Dintre toate personajele, vorbirea lui Smaug este cea mai modernă, folosind expresii de genul „Dar vezi să nu ți-o ia imaginația razna”.
Pe lângă teoriile literare, povestea lui Tolkien a fost influențată și de experiențele acestuia. Hobbitul poate fi citită ca o parabolă a Primului Război Mondial, în care eroul este smuls din satul său și e aruncat într-un război îndepărtat, în care tipurile tradiționale de eroism nu au valoare. Poveștile de genul acesta explorează tema eroismului. După cum nota Jane Croft, reacția literară a lui Tolkien referitoare la război diferă de cea a majorității scriitorilor postbelici, prin evitarea ironiei ca metodă de a se distanța de evenimente și folosirea în schimb a mitologiei pentru a prezenta propria experiență. În Hobbitul apar similarități cu operele altor scriitori care au înfruntat Primul Război Mondial, inclusiv portretizarea războiului ca fiind anti-pastoral: atât arealul afectat de Smaug cât și câmpul Bătăliei celor Cinci Armate sunt descrise ca fiind peisaje aride, distruse. Hobbitul avertizează asupra pericolului repetării tragediilor Primului Război Mondial, iar atitudinea lui Tolkien ca veteran este rezumată de comentariul lui Bilbo:
| “ | Până la urmă, probabil că am fost totuși victorioși. Dar o victorie cam sinistră. | ” |

## Recepție

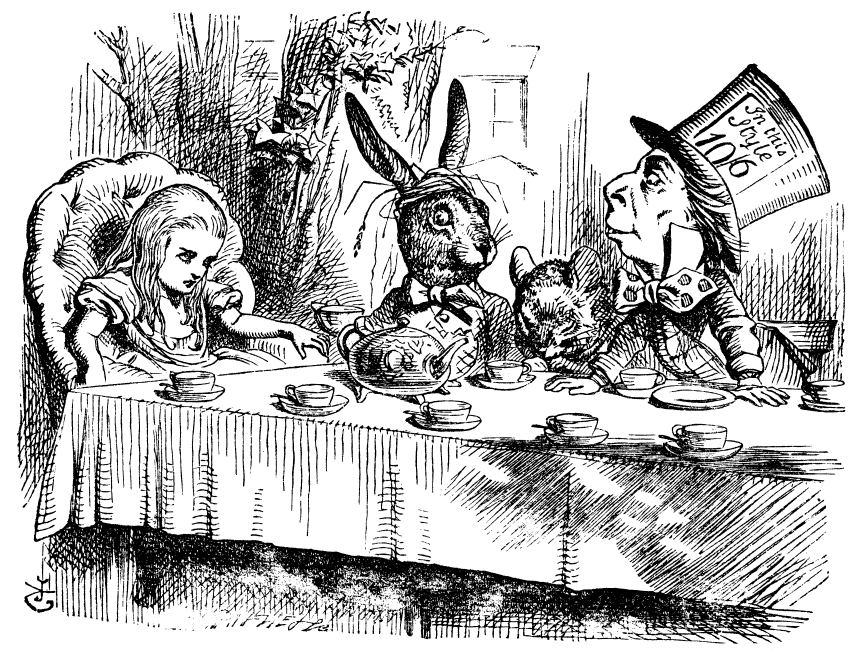
C. S. Lewis, prietenul lui Tolkien și autorul seriei Cronicile din Narnia, și Allen & Unwin au comparat Hobbitul cu Alice în Țara Minunilor.

La prima publicare, în octombrie 1937, Hobbitul a primit aproape în întregime doar recenzii favorabile, atât în Marea Britanie, cât și în SUA, inclusiv în The Times, Catholic World și The New York Post. Multe dintre ele preiau publicitatea realizată de Allen & Unwin care compara romanul cu Alice în Țara Minunilor și Alice în Țara din Oglindă, două romane scrise de Lewis Carroll. Cu toate acestea, lui Tolkien nu-i plăcea comparația, iar ea a dispărut în ediția a doua.
C. S. Lewis, prieten al lui Tolkien (și, ulterior, autor al seriei Cronicile din Narnia între 1949–1964), scria în The Times:
| “ | Adevărul este că, în această carte, o serie de lucruri bune au fost puse laolaltă pentru prima dată: umor, înțelegerea copiilor și o combinație plăcută între erudiție și abordarea poetică a mitologiei... Profesorul dă impresia că nu a inventat nimic. A studiat la prima mână troli și dragoni și i-a descris cu acea fidelitate pe care o merită. | ” |

Lewis compară de asemenea cartea cu Alice în Țara Minunilor prin faptul că atât copiii, cât și adulții pot găsi în ea diverse lucruri care să îi atragă, plasând-o alături de Flatland, Phantastes și Vântul prin sălcii. În recenzia făcută la Frăția inelului, W. H. Auden numește Hobbitul „una dintre cele mai bune povești pentru copii ale acestui secol”. Auden a corespondat ulterior cu Tolkien, cei doi devenind prieteni.
Hobbitul a primit recenzii bune în Horn Book Magazine (Revista Horn Book) de la editoarea Bertha E. Mahony și cronicarul Anne Carroll Moore, în timp ce William Rose Benét a descris-o în Saturday Review of Literature ca o „fantezie minunată”. În New York Times, Anne T. Eaton apreciază romanul ca fiind „un basm care descrie o aventură minunată plină de suspans și asezonată cu un umor destul de liniștit, irezistibil”, și vede în el unul dintre cele mai bune cărți pentru copii publicate vreodată. La Second Annual Children’s Festival din 1938 a primit un premiu de la New York Herald Tribune pentru cea mai bună ficțiune pentru copii a anului (1938).
Cu toate acestea, există și critici negative. Bookshelf Junior spune că peripețiile cu care se confruntă Bilbo dau într-un fel impresia de eșecuri într-un mod deliberat și nu a evoluțiilor naturale. În articolul său cu privire la revizuirile diferite ale Hobbitului (1981), Constance B. Hieatt apără romanul împotriva unor critici menționând că multe critici au fost greșite pentru că ele nu au fost capabile să diferențieze diferitele revizuiri.
Hobbitul a fost nominalizată la medalia Carnegie, iar mai recent, cartea a fost recunoscută ca „Cel mai important roman al secolului XX (pentru cititorii vârstnici)” în sondajul efectuat pentru Children's Books of the Century (Cartea de copii a secolului) de către Books for Keeps.
Publicarea continuării Stăpânul inelelor a modificat modul în care mulți critici au primit cartea. În loc să abordeze Hobbitul ca o carte de copii de sine stătătoare, critici cum sunt Randell Helms au studiat ideea Hobbitului ca „preludiu”, considerând povestea o încercare mai puțin reușită pentru opera care a urmat. Acest punct de vedere este combătut de cei care consideră că o asemenea abordare nu ia în calcul valoarea originală ca și carte de sine stătătoare pentru copii și high fantasy, omițând influența ei asupra acestor genuri. Critici cum sunt Paul Kocher, John D.  Rateliff și C. W. Sullivan încurajează cititorii să trateze operele separat, atât pentru că Hobbitul a fost concepută, publicată și primită independent de opera ulterioară, cât și pentru a feri cititorul de a avea așteptări false privind tonul și stilul.

## Moștenirea

### Stăpânul inelelor

O imagine animată cu Inelul pe care Bilbo l-a găsit în peștera în care locuia Gollum. În Stăpânul inelelor, hobbitul îi încredințează multe dintre bunurile sale, inclusiv Inelul, moștenitorului său adoptiv, Frodo Baggins. În preludiul Hobbitului se povestește cum Frodo și prietenul său, Samwise Gamgee, încearcă să distrugă Unicul Inel pentru ca Sauron să nu pună mâna pe el și să controleze Pământul de Mijloc.

Hobbitul a fost adaptată și revizuită de multe ori, iar continuarea, Stăpânul inelelor, este considerată a fi cea mai mare moștenire a sa. Acțiunea are aceeași structură de bază, evoluând în același mod: povestea începe la Fundătura, Gandalf îl trimite pe protagonist într-o misiune spre est, Elrond îi acordă găzduire și sfat, aventurierii scapă de creaturi subpământene periculoase, se alătură unui grup de elfi, călătoresc printr-un ținut dezolant, luptă într-o bătălie de proporții mari, un descendent al regilor este repus pe tronul strămoșesc și grupul revine acasă, unde găsește lucrurile într-o stare mai proastă decât la plecare.
Stăpânul inelelor conține mai multe scene, având o acțiune mai sofisticată și urmărind periplul mai multor personaje. Tolkien a scris această carte într-o notă mult mai gravă, introducând în ea teme morale și filozofice mai complexe. Diferențele dintre cele două povești pot influența cititorii care se așteaptă ca operele să fie similare. Multe dintre diferențele tematice și stilistice apar datorită faptului că Tolkien a scris Hobbitul ca o carte pentru copiii de la vremea apariției cărții, iar Stăpânul inelelor pentru vârsta la care au ajuns între timp acei copii. Unele diferențe constau în detalii minore; de exemplu, în Stăpânul inelelor gnomii sunt de cele mai multe ori numiți orci. În plus, concepția lui Tolkien despre Pământul de Mijloc s-a schimbat și a evoluat de-a lungul vieții sale și pe parcursul scrierilor.
Fondul istoric al trilogiei Stăpânul inelelor se dezvăluie pe măsură ce acțiunea avansează și este elaborată în anexe și Silmarillion, publicate după moartea lui Tolkien. Istoria începe cu mii de ani înainte de povestea Inelului, când Lordul Întunecat Sauron a creat în secret Unicul Inel, singurul de acest fel, pentru a-i controla pe ceilalți purtători ai Inelelor Puterii.

### Hobbitulîn educație
Stilul și temele cărții au fost considerate folositoare pentru a îmbunătății abilitățile literare ale tinerilor cititori, pregătindu-i pentru abordarea operelor lui Charles Dickens și William Shakespeare. Fiind una dintre cărțile recomandate adolescenților între 11 și 14 ani pentru a încuraja cultura generală, Hobbitul este promovată ca „originală și încă cea mai bună ficțiune scrisă vreodată” de către School Library Association.
Pentru a ajuta profesorii și elevii să beneficieze la maxim de valorile cuprinse în carte, au fost publicate o serie de ghiduri și studii. Hobbitul aduce în atenția tinerilor cititori concepte literare de genul alegoriei, opera fiind considerată o reflectare alegorică a vieții și experiențelor autorului, în ciuda faptului că autorul însuși a respins ideea citirii cărții sale ca o alegorie. Acest diferend îi poate ajuta pe cititori să ia contact cu interpretarea „cititorului” și a „scriitorului”, cu doctrina Noii Critici și cu mijloacele critice ale analizei freudiene, cum ar fi sublimarea, aceste unelte fiindu-le de folos în abordarea operelor literare.
O altă abordare a fost aceea de a presupune că lipsa de importanță a personajelor feminine din poveste este o dovadă de discriminare sexuală. În timp ce Bilbo apare ca un reprezentant al „omului de rând” de orice gen, o abordare axată pe gen poate duce la stabilirea unor noțiuni de „text simbolic social”, în care înțelesurile sunt generate de lectura tendențioasă a unei anumite opere. O ironie la adresa acestei interpretări o constituie faptul că prima adaptare autorizată a reprezentat-o o scenetă realizată de o școală de fete.

### Adaptări
Prima adaptare autorizată a Hobbitului a apărut în martie 1953, fiind o scenetă realizată de St Margaret's School, Edinburgh. De atunci, Hobbitul a fost adaptată deseori în diferite medii.

#### Cinema și televiziune
| Text alternativ pentru imaginea din stânga                                                                                  |  | Text alternativ pentru imaginea din dreapta                                                                                                |
| Peter Jackson, regizorul, producătorul și scenaristul neo zeelandez al viitorului film alcătuit din două părți, The Hobbit. |  | Guillermo del Toro, regizorul mexican care după mai mult de doi ani de participare în proiectarea adaptării anunță că renunță la regizare. |

Prima ecranizare a Hobbitului este un film animat regizat și produs de Arthur Rankin Jr. și Jules Bass, o versiune a companiei Rankin/Bass. Difuzat pe NBC pe 27 noiembrie 1977, The Hobbit a avut un buget de aproape trei milioane de euro. Unele dintre poemele din carte au fost introduse în muzica pentru film de către Maury Laws. Scenariul scris de Romeo Muller respectă esențialul romanului, cu unele excepții, inclusiv dispariția personajului Beorn. Muller a câștigat un Peabody Award (Premiu Peabody), în 1978, pentru scenariul scris, în același an, de asemenea, filmul a fost nominalizat la Premiul Hugo la categoria „cea mai bună prezentare dramatică”, dar trofeul s-a dus la Războiul stelelor - Episodul IV: O nouă speranță. Marca discografică Walt Disney Records lansează un LP care conține dublajul audio al film filmului.
În 1995, regizorul neo zeelandez Sir Peter Robert Jackson și soția lui Fran Walsh și-au exprimat interesul pentru o adaptare cinematografică a Hobbitului, care este prima parte dintr-o trilogie completată cu două filme Stăpânul inelelor. Cu toate acestea, în 1969 (la peste 30 de ani după prima publicare), Tolkien a vândut drepturile de ecranizare pentru Hobbitul către United Artists, contra unei sume de 10.000 de £ și 7,5% din venituri, plătibile către Allen & Unwin și către autor. În 1976 (la trei ani după moartea autorului) United Artists a vândut drepturile către Saul Zaentz Company (Compania Saul Zaentz), care a acționat sub numele Tolkien Enterprises. De atunci, toate adaptările „autorizate” au fost contrasemnate de Tolkien Enterprises. În 1997, Tolkien Enterprises a acordat drepturile de ecranizare companiei Miramax, care le-a delegat în 1998 către New Line Cinema. Moștenitorii lui Tolkien, inclusiv fiul său, Christopher Tolkien, au dat în judecată New Line Cinema în februarie 2008 cerând plata drepturilor care li se cuvin precum și faptul de a fi „îndreptățiți să anuleze... toate drepturile ulterioare ale New Line... de a produce, distribui, și/sau exploata filmele viitoare bazate pe trilogie și/sau pe filme... și/sau... ecranizări ale Hobbitului”.
După succesul trilogiei lui Jackson, compania Metro-Goldwyn-Mayer, care a cumpărat compania United Artists și, prin urmare, posedă drepturile Hobbitului, în septembrie 2006, a anunțat dorința sa de a lucra cu New Line și Jackson pentru a face un prequel. Cu toate acestea, a existat un litigiu între Jackson și New Line în legătură cu veniturile din produsele primei părți, Frăția Inelului. În cele din urmă, cele două părți ajung la un acord în decembrie 2007, iar după ce Jackson a plătit banii pe care îi datorează, New Line a confirmat ca un producător al filmului The Hobbit.
Regizorul mexican Guillermo del Toro este implicat în dezvoltarea scenariului alături de Jackson, Fran Walsh și Philippa Boyens, și ar fi trebuit de asemenea să regizeze filmul. Cu toate acestea, pe 31 mai 2010, după mai mult de doi ani de participare în proiectarea adaptării, Del Toro anunță că renunță la regizare din cauza întârzierilor în începerea filmărilor și problemelor financiare ale companiei Metro-Goldwyn-Mayer. Scenariul urma să fie finalizat în 2008, dar Del Toro a confirmat într-un interviu la începutul anului 2009, că ei încă mai au o mulțime de muncă. Adaptarea trebuie să cuprindă două filme. Normal, primul film ar fi trebuit să urmeze intriga Hobbitului, în timp ce al doilea ar fi trebui să ofere o legătură cu Stăpânul inelelor care acoperă evenimentele din perioada dintre cele două povești. Această idee a fost în cele din urmă abandonată, și cele două filme ar trebui să se ocupe doar cu evenimentele din Hobbitul. Filmarea celor două filme, care are loc în Noua Zeelandă, a început pe 21 martie 2011 după eșecuri numeroase; dar lansările sunt în prezent, programate pentru decembrie 2012 și decembrie 2013.

#### Jocuri
De la momentul publicării sale, multe jocuri video și jocuri de table au fost inspirate de roman. În 1975, Larry Smith creează și comercializează jocul The Battle of the Five Armies („Bătălia celor Cinci Armate”), ale căror drepturi au fost ulterior cumpărate de către compania americană Tactical Studies Rules (TSR). În 1983, Iron Crown Enterprises (ICE) lansează un alt joc, The Lonely Mountain: Lair of Smaug the Dragon, proiectat de Coleman Charlton; un an mai târziu, aceeași societate creează propria versiune, The Battle of the Five Armies (premiat cu Origins Award), dezvoltate de asemenea de Charlton cu Richard H. Britton și John Crowll, și un joc de rol numit Middle-earth Role Playing, bazate atât pe Hobbitul, cât și pe Stăpânul Inelelor. În 2001, a apărut un joc nou pe piață: The Hobbit: The Defeat of the Evil Dragon Smaug, proiectat de Keith Meyers și Michael Stern și ilustrat de Ted Nasmith.
Povestea stă la baza câtorva jocuri pe calculator și video, atât autorizate, cât și neautorizate. Una care întrunește cele mai de succes este primul joc pe computer The Hobbit, dezvoltat în 1982 de către Bean Software și distribuit de către Melbourne House, fiind compatibil cu majoritatea calculatoarelor din acea perioadă. În pachetul fiecărui joc a fost inclusă o copie a romanului, pentru a încuraja jucătorii să îl citească, ținând cont că ideile jocului se regăseau acolo. Astfel, se vede că jocul nu intenționează să repovestească acțiunea, ci să stea alături de carte, folosind narațiunea atât pentru a structura, cât și pentru a motiva jocul. Jocul a câștigat Golden Joystick Award (Premiul Golden Joystick), pentru Strategy Game of the Year (Jocul de strategie al anului) în 1983 și este răspunzător pentru popularizarea frazei „Thorin se așază și începe să cânte despre aur”.
În 2003, Sierra Entertainment oferă un set de platforme cu elemente de joc de rol, de asemenea, intitulat The Hobbit pentru PC, PlayStation 2, Xbox și GameCube. O versiune care conține intriga și grafica caracterelor, dar cu o platformă izometrică 2D și cu caractere 3D, este proiectat pentru Game Boy Advance.

#### Alte adaptări
Seria de la BBC Radio 4 The Hobbit a fost o adaptare realizată de Michael Kilgarriff și produsă de John Powell, lansată în opt părți (cu un total de patru ore) din septembrie până în noiembrie 1968. Această serie radiofonică de patru ore urmează îndeaproape intriga celei de-a doua ediții a romanului (1951). Din distribuție au făcut parte Anthony Jackson în rolul naratorului, Paul Daneman ca Bilbo, Wolfe Morris ca Gollum, John Justin ca Thorin, John Pullen ca Elrond și Heron Carvic ca Gandalf. Seria a fost lansată pe casetă audio în 1988 și pe CD în 1997.
În 1989, editura Eclipse Comics a publicat un roman grafic al Hobbitului, scris de Charles „Chuck” Dixon și Sean Deming și ilustrată de David Wenzel. Acesta este împărțit în trei volume, iar primul se încheie atunci când Gollum juca jocul cu ghicitori cu Bilbo, iar al doilea atunci când compania scapă de elfii silveștrii.
Hobbitul a fost adaptat de mai multe ori în teatru, în 1950. Intriga romanului este mai mult sau mai puțin maltrată în funcție de autorii de adaptare; cel mai sever caz a existat probabil în Josul Pământului de Mijloc, un musical american pentru copii din 1969, notabil pentru utilizarea sa de limbaj „rece”, aluziile sale la sexualitate și iluminările psihedelice.
Potrivit lui Dick Huemer, citat de David Koenig, Walt Disney a avut ideea de a adapta, în 1938, Hobbitul, deoarece el nu putea înțelege povestea romanului Alice în Țara Minunilor într-un film.